# Смърт на Майкъл Джексън
На 25 юни 2009 г. американският певец Майкъл Джексън умира от остра интоксикация с пропофол в Лос Анджелис, Калифорния, на 50-годишна възраст. Неговият личен лекар, Конрад Мъри, казва, че намира Майкъл Джексън в спалнята му в дома му в „Норд Каролууд Драйв“ в района на „Холмби Хилс“ в града, без да диша и със слаб пулс; той прилага кардио-пулмонална реанимация без резултат и охраната се обажда на 9-1-1 в 12:21 ч. Парамедиците оказват също помощ на Майкъл Джексън на място, но той е обявен за мъртъв в медицинския център на „Роналд Рейгън“ в Уестууд в 14:26 часа.
На 28 август 2009 г. отделът на съдебния лекар на окръг Лос Анджелис излиза със заключение, че смъртта на Майкъл Джексън е убийство. Певецът получава пропофол и медикаментите против тревожност лоразепам и мидазолам от своя лекар. Конрад Мъри е осъден за непредумишлено убийство през ноември 2011 г. и е освободен през 2013 г., след като излежава две години от четиригодишната си присъда затвор с почивка за добро поведение.
Към момента на смъртта си Майкъл Джексън се подготвя за поредица от концерти от турнето This Is It, които трябва да започнат през юли 2009 г. в Лондон, Обединеното кралство. Смъртта му предизвиква реакции по целия свят, които водят до безпрецедентен скок на интернет трафика и увеличение на продажбите на музиката му. Телевизионната възпоменателна служба, проведена в „Стейпълс Център“ в Лос Анджелис, събира около 2,5 милиарда зрители. През 2010 г. „Сони Мюзик Ентъртейнмънт“ подписва сделка за 250 милиона щатски долара, за да запази правата за разпространение на музиката на Майкъл Джексън до 2017 г. и да издаде седем посмъртни албума с неиздавани материали през следващото десетилетие.